# Машадо, Филипе
Филипе Жозе Машадо (порт.-браз. Filipe José Machado; 13 марта 1984, Граватаи, Бразилия — 28 ноября 2016, Серро-Гордо, Ла-Уньон, Колумбия) — бразильский футболист, защитник. Погиб в авиакатастрофе BAe 146 под Медельином.

## Биография
Родился 13 марта 1984 года в Граватаи. Одна из его бабушек родом из Болгарии.
С 2002 года по 2003 год выступал за молодёжную команду «Интернасьонала». В 2004 году стал игроком клуба «Кашуэйра». В том же году провёл один матч за «Флуминенсе» в чемпионате Бразилии против «Коринтианса» (1:1). Затем находился в составе «Эспортиво» из Бенту-Гонсалвиса и «Интернасьонала».
Летом 2006 года подписал контракт с командой «Понтеведра», которая выступала в третьем по силе дивизионе Испании. В августе 2006 года стал победителем товарищеского турнира Луиса Отеро. Вместе с «Понтеведрой» стал победителем Сегунды Б, в команде Машадо являлся игроком основного состава.
В начале следующего сезона перешёл в софийский ЦСКА. В матче против «Левски», 2 декабря 2007 года, гол Машадо принёс победу своей команде в вечном дерби. По итогам сезоне 2007/08 ЦСКА стал победителем чемпионата Болгарии. 3 августа 2008 года в игре за Суперкубок Болгарии армейцы обыграли «Литекс» с минимальным счётом (1:0). В сезоне 2008/09 его команда завоевала серебряные медали болгарского первенства, уступив лишь «Левски».
Летом 2009 года стал игроком итальянской «Салернитаны» из Серии B. В составе команды провёл полгода. Затем перешёл в стан бакинского «Интера». В сезоне 2009/10 «Интер» стал чемпионом Азербайджана, однако сам Филипе сыграл лишь в двух играх турнира. В начале 2011 года перешёл в «Аль-Зафра» из ОАЭ. После чего вернулся в Бразилию, где играл за команды «Дуки-ди-Кашиас», «Резенди» и «Гуаратингета». В 2013 году вновь играл в ОАЭ, за «Аль-Фуджайру».
В начале 2014 года подписал контракт с бразильским «Макаэ». Вместе с командой стал победителем Серии C. Сезон 2015/16 провёл в иранском клубе «Саба Ком», где Машадо являлся игроком основного состава.
Летом 2016 года подписал контракт с командой «Шапекоэнсе» из Серии A. Команда с относительно скромным бюджетом уверенно шла в середине турнирной таблицы чемпионата Бразилии, а на международной арене добилась своего наивысшего достижения в истории, выйдя в финал Южноамериканского кубка. В чемпионате Бразилии провёл 16 игр, забив 1 гол, а в Южноамериканском кубке сыграл в 3 играх.
28 ноября 2016 года Филипе Машадо погиб в авиакатастрофе под Медельином вместе с практически всем составом клуба и тренерским штабом клуба в полном составе, который летел на первый финальный матч ЮАК-2016 с «Атлетико Насьоналем». У Машадо остались жена и дочь.

## Достижения
- Победитель Сегунды Б (1): 2006/07
- Чемпион Болгарии (1): 2007/08
- Серебряный призёр чемпионата Болгарии (1): 2008/09
- Обладатель Суперкубка Болгарии (1): 2008
- Чемпион Азербайджана (1): 2009/10
- Победитель Серии C (1): 2014
- Обладатель Южноамериканского кубка (1): 2016 (посмертно, по просьбе соперников)[8]